# 31 Pułk Piechoty (austro-węgierski)
Węgierski Pułk Piechoty Nr 31 (niem. Ungarisches Infanterieregiment Nr. 31) – pułk piechoty cesarskiej i królewskiej Armii. 

## Historia pułku
Pułk kontynuował tradycje pułku utworzonego w 1741 roku. 
Okręg uzupełnień nr 31 Sybin (węg. Nagyszeben lub niem. Hermanstadt) na terytorium 12 Korpusu.
Kolejnymi szefami pułku byli:

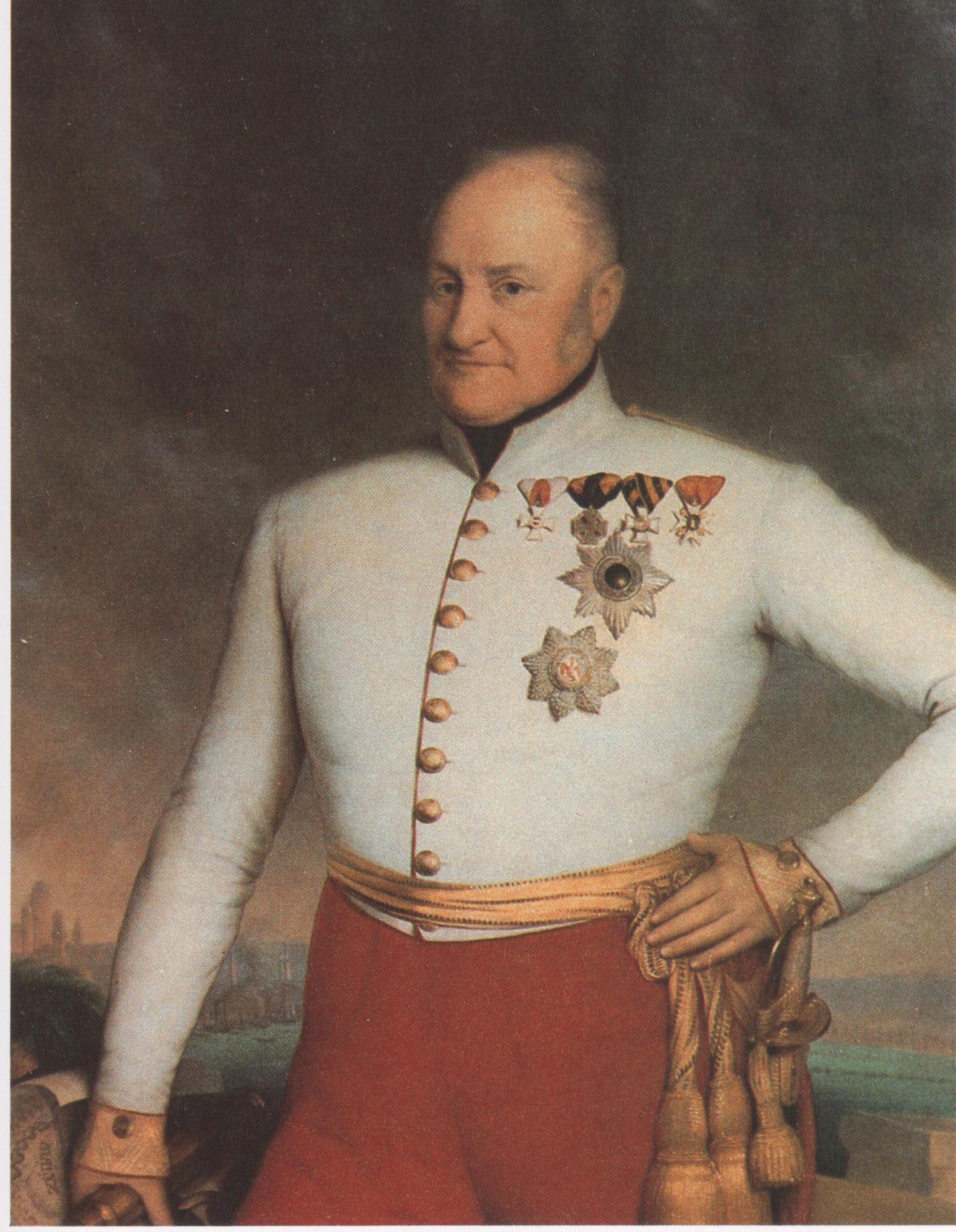
FML August Georg zu Leiningen-Westerburg-Neuleiningen

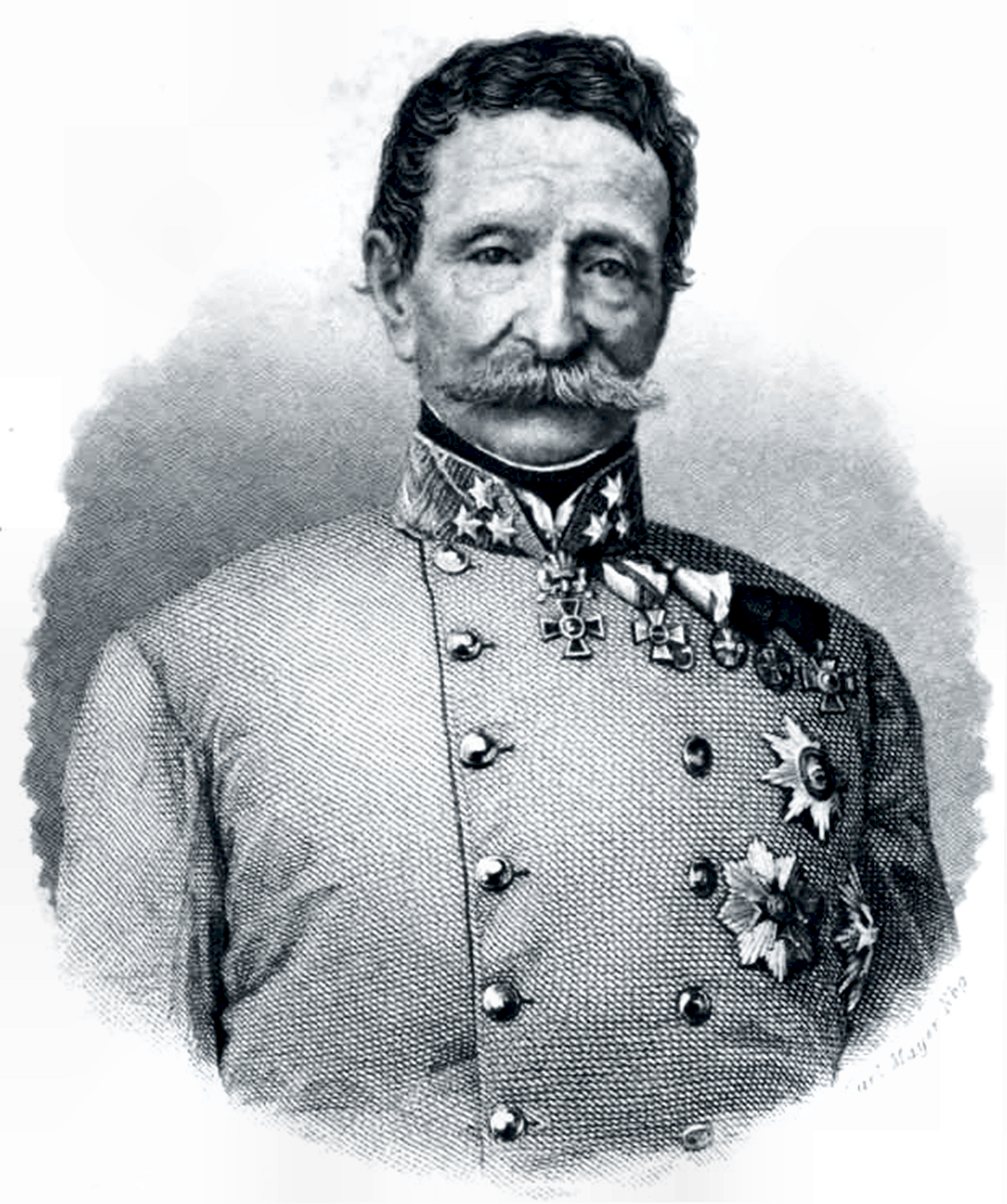
FZM Karl von Culoz

- FML August Georg zu Leiningen-Westerburg-Neuleiningen (1829–1849),
- FZM Karl von Culoz (1849 – †11 XI 1862),
- wielki książę Meklemburgii-Strelitz Fryderyk Wilhelm Meklemburski (1863 – †30 V 1904),
- generał piechoty Eduard Pucherna (od 1905)[1].

Swoje święto pułk obchodził 22 maja w rocznicę bitwy pod Aspern stoczonej w 1809 roku.
Kolory pułkowe: żółty (kaisergelb), guziki srebrne. Skład narodowościowy w 1914 roku 25% – Niemcy, 69% – Rumuni.
W 1873 roku sztab pułku razem z komendą rezerwową i stacją okręgu uzupełnień stacjonował w Sybinie obecnie w Rumunii.
W latach 1903–1905 sztab pułku razem z 3. i 4. stacjonował w Alba Iulia (węg. Gyulafehérvár), 1. batalion w Orăștie (węg. Szászváros, niem. Broos), a 2. batalion w Sybinie. Cały pułk wchodził w skład 69 Brygady Piechoty należącej do 35 Dywizji Piechoty.
W latach 1904–1909 sztab pułku razem 3. i 4. batalionem stacjonował w Abrudzie (węg. Abrudbánya), 1. batalion w Szászváros, a 2. batalion w Sybinie.
W 1914 roku pułk stacjonował w Nagyszeben z wyjątkiem 3. batalionu, który był detaszowany do Splitu (wł. Spalato) na terytorium 16 Korpusu. Pułk (bez 3. batalionu) wchodził w skład 32 Brygady Piechoty w Nagyszeben należącej do 16 Dywizji Piechoty, natomiast detaszowany 3. batalion był podporządkowany komendantowi 5 Brygady Górskiej w Splicie należącej do 47 Dywizji Piechoty.
W czasie I wojny światowej pułk walczył z Rosjanami w 1914 w Królestwie Kongresowym, a na przełomie 1914 i 1915 roku w Galicji. Żołnierze pułku są pochowani m.in. na cmentarzu w Zawierciu oraz cmentarzach wojennych nr 280 w Porąbce Uszewskiej i Kotowicach.

## Komendanci pułku
- płk Wilhelm Popp von Poppenheim (1873)
- 1903–1904 – płk Rudolf Klein
- 1905–1906 – płk Wilhelm Merbeller
- 1907–1910 – płk Rudolf Freih. v. Dürfeld
- 1911 – płk Anton Goldbach
- płk Heinrich von Salmon (1912–1914[1])